# Lainiotunturi
Lainiotunturi är ett berg i Finland. Det ligger i Kolari kommun och landskapet Lappland, i den norra delen av landet, 800 km norr om huvudstaden Helsingfors. Toppen på Lainiotunturi är 293 meter över havet.
Terrängen runt Lainiotunturi är varierad.  Trakten runt Lainiotunturi är nära nog obefolkad, med mindre än två invånare per kvadratkilometer. Närmaste större samhälle är Äkäslompolo, 7,0 km väster om Lainiotunturi. 